# Life & Beth
Life & Beth é uma nova série de comédia dramática americana estrelada por Amy Schumer, Violet Young, Michael Cera, Yamaneika Saunders, Michael Rapaport e Susannah Flood. Estreou no Hulu em 18 de março de 2022.

## Elenco

### Principal
- Amy Schumer como Beth 
  - Violet Young como uma versão jovem de Beth
- Michael Cera como John
- Susannah Flood como Ann

### Recorrente
- Yamaneika Saunders como Kiana
- Michael Rapaport como Leonard
- Kevin Kane como Matt
- Laura Benanti como Jane
- Larry Owens como Clark
- Rosebud Walker como Meri
- LaVar Walker como Lavar
- Gary Gulman como Shlomo

## Episódios
| N.º | Título              | Dirigido por  | Escrito por        | Lançamento          |
| --- | ------------------- | ------------- | ------------------ | ------------------- |
| 1   | "The Sign"          | Amy Schumer   | Amy Schumer        | 18 de março de 2022 |
| 2   | "We're Grieving"    | Ryan McFaul   | Amy Schumer        | 18 de março de 2022 |
| 3   | "Out on the Island" | Ryan McFaul   | Colleen McGuinness | 18 de março de 2022 |
| 4   | "Pancakes"          | Amy Schumer   | Amy Schumer        | 18 de março de 2022 |
| 5   | "Fair"              | Kevin Kane    | Amy Schumer        | 18 de março de 2022 |
| 6   | "Boat"              | Ryan McFaul   | Emily Goldwyn      | 18 de março de 2022 |
| 7   | "Leonard"           | Daniel Powell | Ron Weiner         | 18 de março de 2022 |
| 8   | "Homegoing"         | Ryan McFaul   | Colleen McGuinness | 18 de março de 2022 |
| 9   | "MRI"               | Amy Schumer   | Amy Schumer        | 18 de março de 2022 |
| 10  | "Kiss from a Rose"  | Amy Schumer   | Amy Schumer        | 18 de março de 2022 |

## Lançamento
A série está programada para estrear com todos os 10 episódios em 18 de março de 2022 no Hulu. Nos mercados internacionais, será lançado posteriormente via hub de conteúdo Star no Disney+, no Star+ na América Latina e no Disney+ Hotstar no Sudeste Asiático.